# Народна библиотека Станари
 Народна библиотека Станари је народна библиотека која се налази у Станарима, Република Српска, БиХ. Библиотека је основана 31. маја 2019. године.

## О библиотеци
Активности формирања Народне библиотеке Станари започете су 2018. године, а одлука о оснивању библиотеке у Станарима је донета је у мају 2019. године. Општинска управа Станара је финансирала опремање библиотеке. Обезбеђен је простор, опрема и средства за неометано обављање делатности.
Народна библиотека у Станарима расположе фондом већим од 14.000 јединица библиотечко-информационе грађе.
Народна библиотека Добој Рјешењем Министарства просвјете и културе Републике Српске обавља матичне функције у библиотечко-информационој делатности над Народном библиотеком Станари.

### Попуњавање фонда
Књижни фонд Народне библиотеке Станари попуњава се куповином, поклонима и донацијама. Фонд је значајно обогаћен са 1.000 књига различитих наслова донацијом у 2021. години коју су уручиле Народне билиотеке "Веселин Маслеша" Лакташи, Народне библиотеке "Иво Андрић" Челинац, као и народне библиотека из Сребренице, Братунца и Зворника.